# Суворов. Великое путешествие
«Суворов: Великое путешествие» — российский полнометражный приключенческий анимационный фильм киностудии «Союзмультфильм», основанный на швейцарском походе армии под командованием Александра Васильевича Суворова. Премьера мультфильма состоялась 1 мая 2022 года. А 12 июня 2022 года, мультфильм вышел на онлайн-кинотеатре «Okko». Телепремьера состоялась 23 февраля 2023 года на канале «СТС».

## Сюжет
Простому юноше Грише предстоит разлучиться с любимой Соней и отправиться в великое путешествие: он попадёт на службу к непобедимому полководцу Александру Васильевичу Суворову. Гриша станет участником захватывающих приключений и судьбоносных событий во время легендарного Швейцарского похода. Поверив в себя, Гриша бросит вызов опасному злодею, не раз проявит смекалку и найдёт новых верных друзей. Его хоть и маленький, но самый настоящий подвиг выручит Суворова и докажет — героем может стать каждый, если им движет любовь.

## Роли озвучивали
| Актёр                | Роль                         |
| -------------------- | ---------------------------- |
| Константин Хабенский | Александр Васильевич Суворов |
| Антон Макарский      | Гриша                        |
| Наталия Быстрова     | Соня Пшеницына               |
| Филипп Киркоров      | Франц фон Вейротер           |
| Юлия Рутберг         | графиня Владыкина            |
| Алексей Демидов      | граф Пётр Владыкин           |
| Анна Ардова          | купчиха Пшеницына            |
| Александр Коврижных  | купец Пшеницын               |
| Сергей Минаев        | Андре Массена                |
| Виктор Сухоруков     | старый солдат                |
| Андрей Харыбин       | Александр Римский-Корсаков   |

## Отзывы
Мультфильм получил в целом положительные отзывы. Зрители отмечали патриотичность мультфильма, посыл и отличную озвучку, но критике подверглись: простой сюжет, подхрамывающая графика и историческая недостоверность. В результате фильм не окупился в прокате. 

## Трейлеры
Первый трейлер вышел 27 февраля 2019 года на YouTube, когда фильм изначально назывался «Суворовъ». Затем, 15 марта 2022 года на YouTube-канале вышел финальный трейлер.

## Рейтинг на сайтах
Анимационный фильм «Суворов: Великое путешествие» имеет рейтинг 6.1 балла на сайте Кинопоиск и 4.9 балла на IMDb.